# Ommatius suffusus
Ommatius suffusus är en tvåvingeart som beskrevs av Wulp 1872. Ommatius suffusus ingår i släktet Ommatius och familjen rovflugor. Inga underarter finns listade i Catalogue of Life.